# Stenophthalmus typhae
Stenophthalmus typhae är en tvåvingeart som beskrevs av Nartshuk 1971. Stenophthalmus typhae ingår i släktet Stenophthalmus och familjen fritflugor. Inga underarter finns listade i Catalogue of Life.